# 朱丽安娜运河
朱丽安娜运河（荷蘭語：Julianakanaal，荷蘭語發音：[jyliˈjaːnɑkɑˌnaːl]）是荷兰南部的一条运河，以荷兰女王朱丽安娜命名，长36千米，为马斯特里赫特和马斯布拉赫特之间的默兹河不可通航的河段提供绕行路线。
51°0′51″N 5°47′1″E / 51.01417°N 5.78361°E